# Ampedus nanus
Ampedus nanus là một loài bọ cánh cứng trong họ Elateridae. Loài này được Silfverberg miêu tả khoa học vào năm 1977.